# Automolis tenebrosa
Automolis tenebrosa är en fjärilsart som beskrevs av Le Cerf 1922. Automolis tenebrosa ingår i släktet Automolis och familjen björnspinnare. Inga underarter finns listade i Catalogue of Life.